# Шурыгин, Антон Владимирович
Анто́н Влади́мирович Шуры́гин (3 декабря 1988, Актюбинск, Казахская ССР, СССР) — казахстанский футболист, полузащитник.

## Карьера
Начинал взрослую карьеру во втором составе «Актобе». В 2009 году играл за «Кайрат» в период выступлений клуба в первой лиге.
Дебютировал в Казахстанской Премьер Лиге в 2012 году в составе клуба «Сункар».
В 2014 году перешёл в «Экибастуз».
В 2015 году стал игроком казахстанского клуба «Акжайык», за который провел 34 матча.
В начале 2017 года подписал контракт с клубом «Актобе».